# 西鉄銀水駅

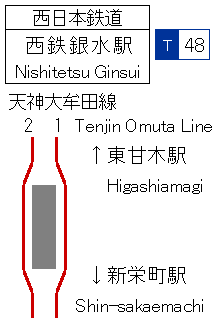
配線図

西鉄銀水駅（にしてつぎんすいえき）は、福岡県大牟田市大字草木にある西日本鉄道（西鉄）天神大牟田線の駅である。駅番号はT48。

## 歴史
- 1938年（昭和13年）10月1日：銀水駅として開業。
- 1939年（昭和14年）7月1日：九鉄銀水駅に改称届出[1]。
- 1942年（昭和17年）9月22日：西鉄銀水駅に改称。
- 1972年（昭和47年）：駅舎改築。
- 2017年（平成29年）2月1日：駅ナンバリングを導入[2]。
- 2021年（令和3年）4月1日：駅集中管理システムを導入、終日無人化[3][4]。

## 駅構造

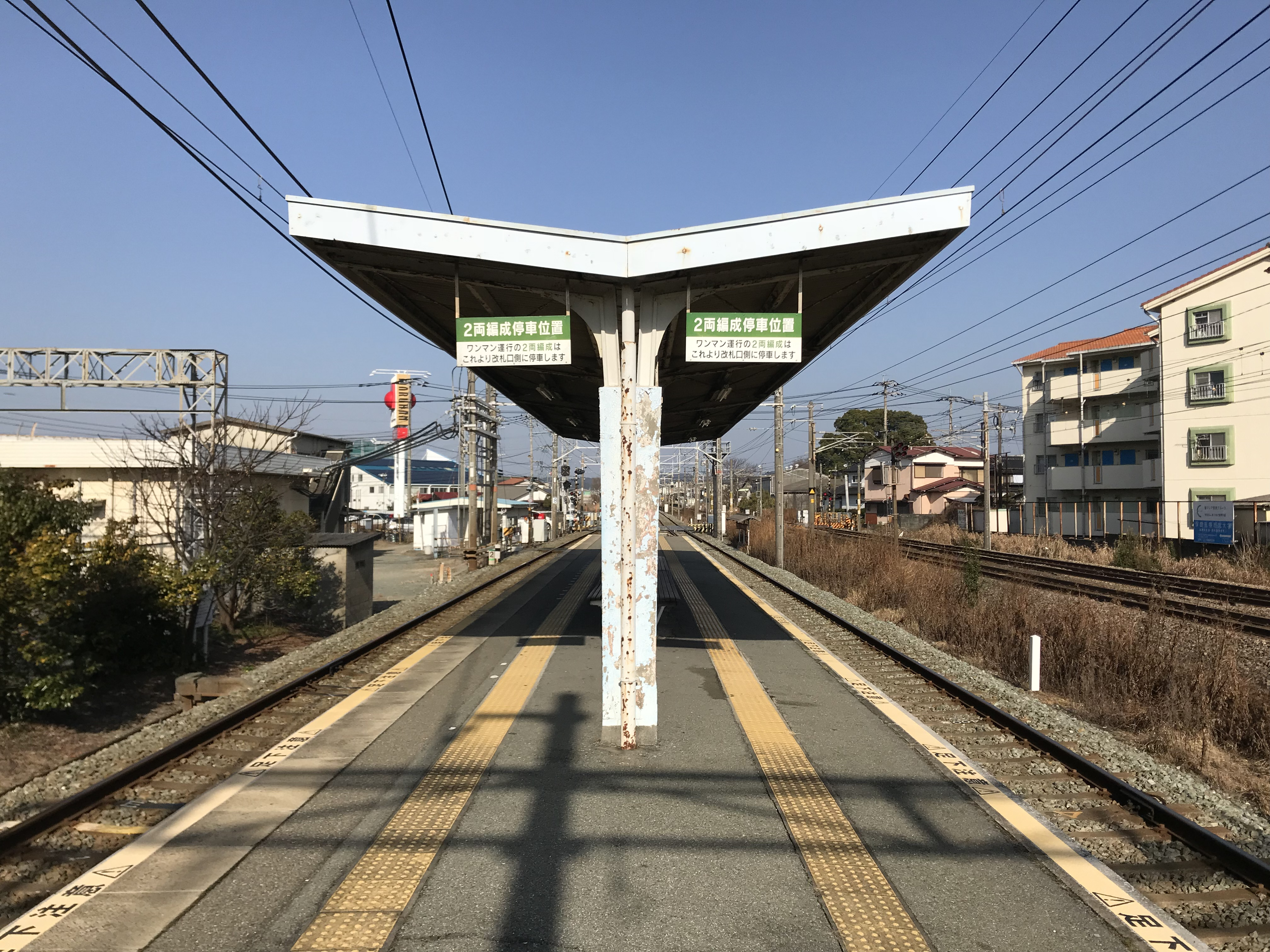
ホーム（2018年1月）

島式ホーム1面2線を持つ。自動改札機がある。ホーム有効長は6両分ある。
| のりば | 路線          | 行先                           |
| ------ | ------------- | ------------------------------ |
| 1      | ■天神大牟田線 | 大牟田方面                     |
| 2      | ■天神大牟田線 | 久留米・福岡（天神）・甘木方面 |

## 利用状況
2024年度の1日平均乗降人員は620人である。
| 年度               | 1日平均 乗車人員 | 1日平均 乗降人員 |
| ------------------ | ---------------- | ---------------- |
| 2001年（平成13年） | 488              | 1,027            |
| 2002年（平成14年） | 447              | 945              |
| 2003年（平成15年） | 437              | 923              |
| 2004年（平成16年） | 427              | 874              |
| 2005年（平成17年） | 400              | 800              |
| 2006年（平成18年） | 403              | 807              |
| 2007年（平成19年） | 403              | 768              |
| 2008年（平成20年） | 355              | 714              |
| 2009年（平成21年） | 342              | 680              |
| 2010年（平成22年） | 323              | 646              |
| 2011年（平成23年） | 374              | 734              |
| 2012年（平成24年） | 386              | 767              |
| 2013年（平成25年） | 430              | 830              |
| 2014年（平成26年） | 389              | 754              |
| 2015年（平成27年） | 391              | 753              |
| 2016年（平成28年） | 389              | 741              |
| 2017年（平成29年） | 373              | 698              |
| 2018年（平成30年） | 370              | 692              |
| 2019年（令和元年） |                  | 674              |
| 2020年（令和02年） |                  | 527              |
| 2021年（令和03年） |                  | 498              |
| 2022年（令和04年） |                  | 518              |
| 2023年（令和05年） |                  | 604              |
| 2024年（令和06年） |                  | 620              |

## 駅周辺
- JR九州鹿児島本線銀水駅 - 当駅より北東約400m
- 福岡県立三池高等学校
- 大牟田中学校・高等学校
- 銀水郵便局
- 大牟田中央自動車学校
- KSゴルフガーデン
- 国道208号

## 隣の駅
西日本鉄道
■天神大牟田線
■特急・■急行
通過
■普通
東甘木駅（T47） - 西鉄銀水駅（T48） - 新栄町駅（T49）